# Antwerpsepoortbrug
De Antwerpsepoortbrug is een liggerbrug over de Afleidingsvaart van de Nete in de stad Lier, in de Belgische provincie Antwerpen. De brug is een deel van de N10 tussen Mortsel en Diest. De brug ligt aan de vroegere Antwerpsepoort, waar de baan uit Lier richting Antwerpen vertrekt.